# Audun Lysbakken

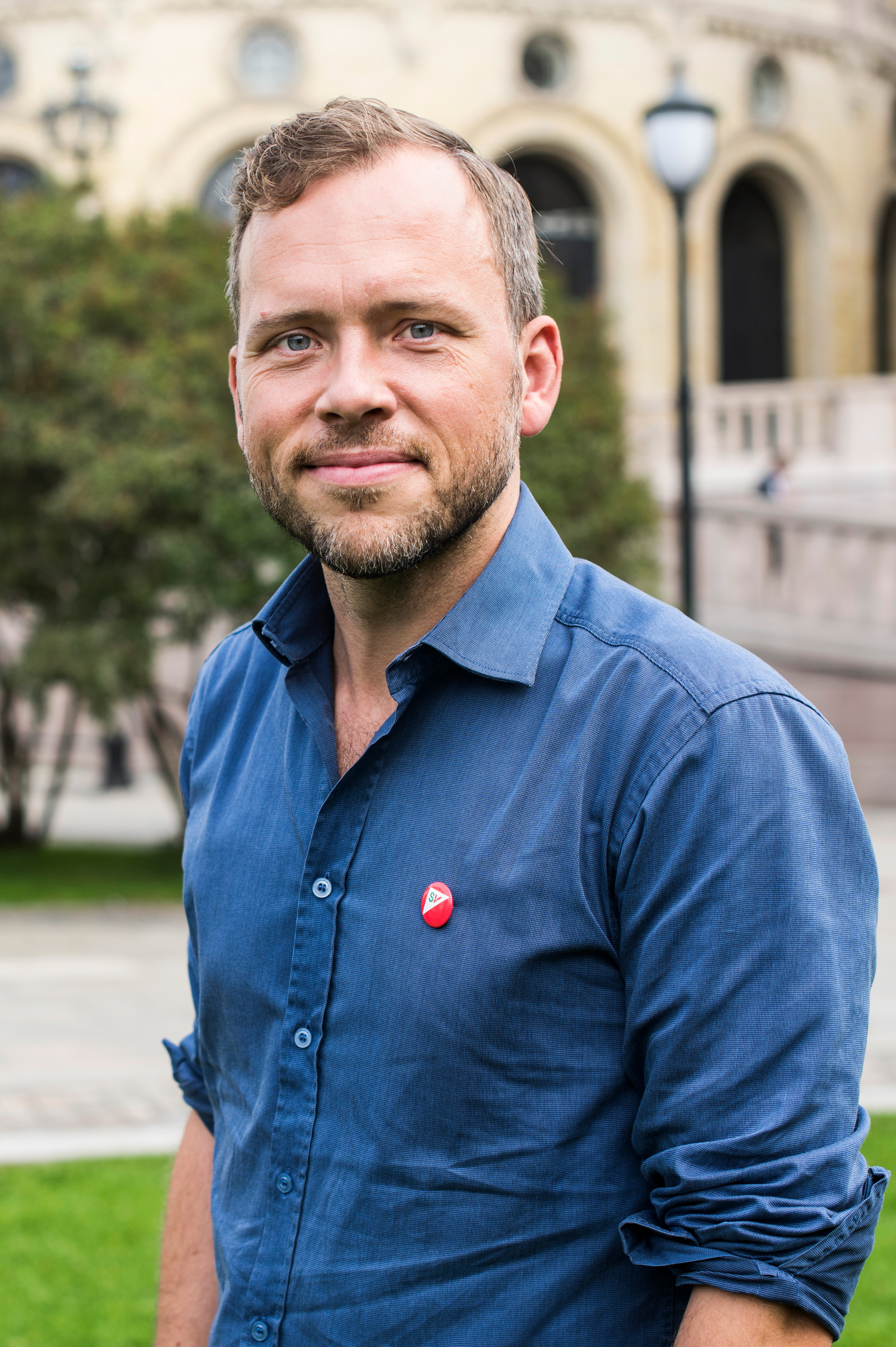
Audun Lysbakken, 2017

Audun Bjørlo Lysbakken (* 30. September 1977 in Bergen) ist ein norwegischer Politiker der Sosialistisk Venstreparti (SV). Er war von 2001 bis 2005 Abgeordneter im Storting und ist es seit 2009 erneut. Zwischen Oktober 2009 und März 2012 war er der Kinder- und Gleichstellungsminister seines Landes. Von März 2012 bis März 2023 war er der Vorsitzende der Sosialistisk Venstreparti.

## Leben
Lysbakken kam im Jahr 1977 als Sohn des Schauspielers Sigurd Lysbakken und der Schauspielerin und Schriftstellerin Geirdis Bjørlo zur Welt. Bis 1996 besuchte er das Handelsgymnasium Bergen. Bereits 1995 begann Audun Lysbakken sich politisch zu engagieren. In seiner Geburtsstadt Bergen war er Mitglied der Vorstände der Organisationen Ungdom mot EU (deutsch: Jugend gegen EU) und Natur og Ungdom (deutsch: Natur und Jugend). Zwischen 1996 und 1998 studierte er Französisch und Politikwissenschaft an der Universität Bergen und war von 1998 bis 1999 auch Mitglied des Studierendenparlaments.

### Zeit in der Sozialistischen Jugend und Einzug ins Storting
Während seiner Studienzeit war Lysbakken in Bergen Vorsitzender der Jugendorganisation Sosialistisk Ungdom (SU), dem Jugendverband der SV. 1998 bis 2000 bekleidete er diesen Posten in der Provinz Hordaland. Zugleich war er zwischen 1999 und 2000 Mitglied des Stadtrates von Bergen. Nach seinem Zivildienst und einer Tätigkeit als Sekretär der Norwegischen Ökologischen Landwirtschaftsliga „Norsk Økologisk Landbrukslag“ (NØLL) war er von 2000 bis 2001 Journalist bei Klassekampen, einer linken Tageszeitung. Zugleich war er zwischen 2000 und 2002 stellvertretender Landesvorsitzender der SU.
Bei der Parlamentswahl 2001 zog Lysbakken erstmals in das norwegische Nationalparlament Storting ein. Er vertrat dabei den Wahlkreis Hordaland und wurde Mitglied im Finanzausschuss. Bei der Wahl 2005 verpasste er den Wiedereinzug. Im selben Jahr wurde er zum stellvertretenden Parteivorsitzenden der Sosialistisk Venstreparti gewählt. Lysbakken erlangte schließlich bei der Stortingswahl 2009 wieder ein Mandat im Wahlkreis Hordaland.

### Amtszeit als Minister
Am 20. Oktober 2009 wurde er zum Kinder- und Gleichstellungsminister in der Regierung Stoltenberg II ernannt. Zum 1. Januar 2010 wechselte die Bezeichnung auf Kinder-, Gleichstellungs- und Inklusionsminister. Lysbakken musste in dieser Zeit sein Mandat im Parlament aufgrund seiner Mitgliedschaft in der Regierung ruhen lassen. Am 5. März 2012 erklärte Lysbakken seinen Rücktritt, nachdem eine langjährige gesetzwidrige Praxis bei der Vergabe von Fördermitteln seines Ministeriums bekannt geworden war. Dadurch kehrte Lysbakken wieder als Abgeordneter ins Parlament zurück, wo er nun Mitglied im Gesundheits- und Pflegeausschuss wurde.

### Parteivorsitzender
Ein außerordentlicher Parteitag wählte ihn am 10. März 2012 trotz seines Rücktritts als Minister zum neuen Parteivorsitzenden. Er erhielt 92,8 % der Delegiertenstimmen. Am 26. März 2012 übernahm er zudem den Posten des Fraktionsvorsitzenden seiner Partei. Nach der Parlamentswahl 2013 verblieb er zunächst im Gesundheits- und Pflegeausschuss, bevor er während der laufenden Legislaturperiode im Dezember 2015 in den Kirchen-, Bildungs- und Forschungsausschuss überging. Zudem fungierte er weiter als Fraktionsvorsitzender, was er auch nach der Wahl 2017 blieb. In deren Anschluss wechselte er in den Außen- und Verteidigungsausschuss des Stortings. Nach der Stortingswahl 2021 ging Lysbakken in den Kontroll- und Verfassungsausschuss über.
Im November 2022 gab er bekannt, dass er im März 2023 nicht zur Wiederwahl als SV-Vorsitzender antreten werde. Er begründete seine Entscheidung damit, mehr Zeit für seine Familie haben zu wollen. Seine Zeit als Parteivorsitzender endete schließlich im März 2023, als Kirsti Bergstø zu seiner Nachfolgerin gewählt wurde. Zugleich endete im März 2023 seine Zeit als Fraktionsvorsitzender. Im Januar 2024 kündigte er an, bei der Stortingswahl 2025 nicht erneut kandidieren und sich aus der Politik zurückziehen zu wollen.

## Positionen

### Marxismus
Nach seiner Ernennung zum Minister im Oktober 2009 rückte der mediale Fokus auf frühere Aussagen Lysbakkens, in denen er sich selbst unter anderem als Marxist bezeichnete. Lysbakken weigerte sich, die Zitate zu kommentieren, und bezeichnete sie als aus dem Kontext gerissen. Im Jahr 2011 erklärte er, dass er sich selbst nicht mehr als Revolutionär und Marxist bezeichnen würde.

### Abtreibung und Sterbehilfe
Lysbakken gab im April 2021 an, dass er kein Anhänger der aktiven Sterbehilfe sei, er aber Respekt dafür habe, dass viele sich wünschen, das Recht dazu zu erweitern. Er selbst sei dagegen, Sterbehilfe zu ermöglichen, da es zu große ethische Herausforderungen um das Thema gebe und die Zeit dafür noch nicht reif sei. Zugleich sprach er sich dafür aus, die Regelungen bezüglich Schwangerschaftsabbrüchen zu liberalisieren.

### Waffenlieferungen an die Ukraine und NATO-Mitgliedschaft
Im Gegensatz zur Mehrheit im Parteivorstand der SV erklärte Lysbakken im März 2022, dass er norwegische Waffenlieferungen an die Ukraine nach dem russischen Überfall auf die Ukraine grundsätzlich unterstütze. Er erklärte weiter, dass er sich aber hinter den Beschluss des Gremiums stelle und bezeichnete die Frage bezüglich der Waffenlieferungen als Dilemma. Im April 2022 fand die Position Lysbakkens schließlich im SV-Parteivorstand eine Mehrheit. Im März 2023 stimmte die SV auf einem Parteitag dafür, die Position, dass Norwegen aus der NATO austreten solle, nach rund 50 Jahren aus dem Parteiprogramm zu streichen. Lysbakken gehörte zu den Befürwortern dieser Änderung.

## Werke
- 2009:  Deltakerne. En reise i demokratiets framtid (mit Ingvar Skjerve)
- 2011: Frihet, likhet, farskap
- 2015: Frihet sammen. En ny sosialisme for en ny tid
- 2017: Framtidsskolen (mit Tarjei Helland)